# Can Xirgu
Can Xirgu és un edifici del municipi de Vidreres (Selva) inclosa en l'Inventari del Patrimoni Arquitectònic de Catalunya.

## Descripció
Es tracta d'un immoble que consta de dues plantes. La façana està fortament impregnada i imbuïda per una atmosfera de tall neoclassicista bastant depurada i repetitiva, ja que els elements que recull els hem vist diverses vegades en altres edificis de la vila, com molt be ho acrediten i testimonien, tant la planta baixa, com el primer pis, els quals consten de quatre obertures, és a dir dues per pis, rematades totes elles per un frontó triangular. Ara bé, la factura plàstica és molt diferent i dispar entre els dos pisos, ja que mentre en la planta baixa ens trobem davant d'una resolució bastant simplista i rudimentària (la solució només apunta i deixa entreveure les línies conductores de la composició sense dotar-les d'ornaments i accessoris), en el primer pis succeeix tot el contrari, ja que ens enfrontem a una factura molt més ambiciosa i destra en el conjunt global de les finestres, resoltes amb una major destresa i resolució, ben perfilades i estilitzades, complementades per l'emmarcament i per l'ampit de ferro forjat.
Finalment, tenim el coronament amb la pertinent cornisa, apuntada i delatada per la petita faixa d'estuc que separa el segon pis de la cornisa i que consta de petits òculs, així com de mènsules de tall vegetal que sostenen l'estructura emergent. Pel que fa a la coberta, es tracta d'una coberta simple i no la tradicional i recurrent de dues aigües.